# HD 103891
HD 103891 — одиночная звезда в созвездии Девы на расстоянии приблизительно 179 световых лет (около 54,9 парсек) от Солнца. Визуальная звёздная величина звезды — +8,646m. Возраст звезды определён около 3,68 млрд лет.
Вокруг звезды обращается, как минимум, одна планета.

## Характеристики
HD 103891 — жёлто-белая звезда спектрального класса F8V, или F9, или G0, или G2-3V. Масса — около 1,493 солнечной, радиус — около 2,205 солнечного, светимость — около 5,77 солнечной. Эффективная температура — около 6024 K.

## Планетная система
В 2021 году было объявлено об открытии планеты HD 103891 b.
В 2019 году учёными, анализирующими данные проектов Hipparcos и Gaia, у звезды обнаружена планета HIP 58331 c.